# Berlins luftbro

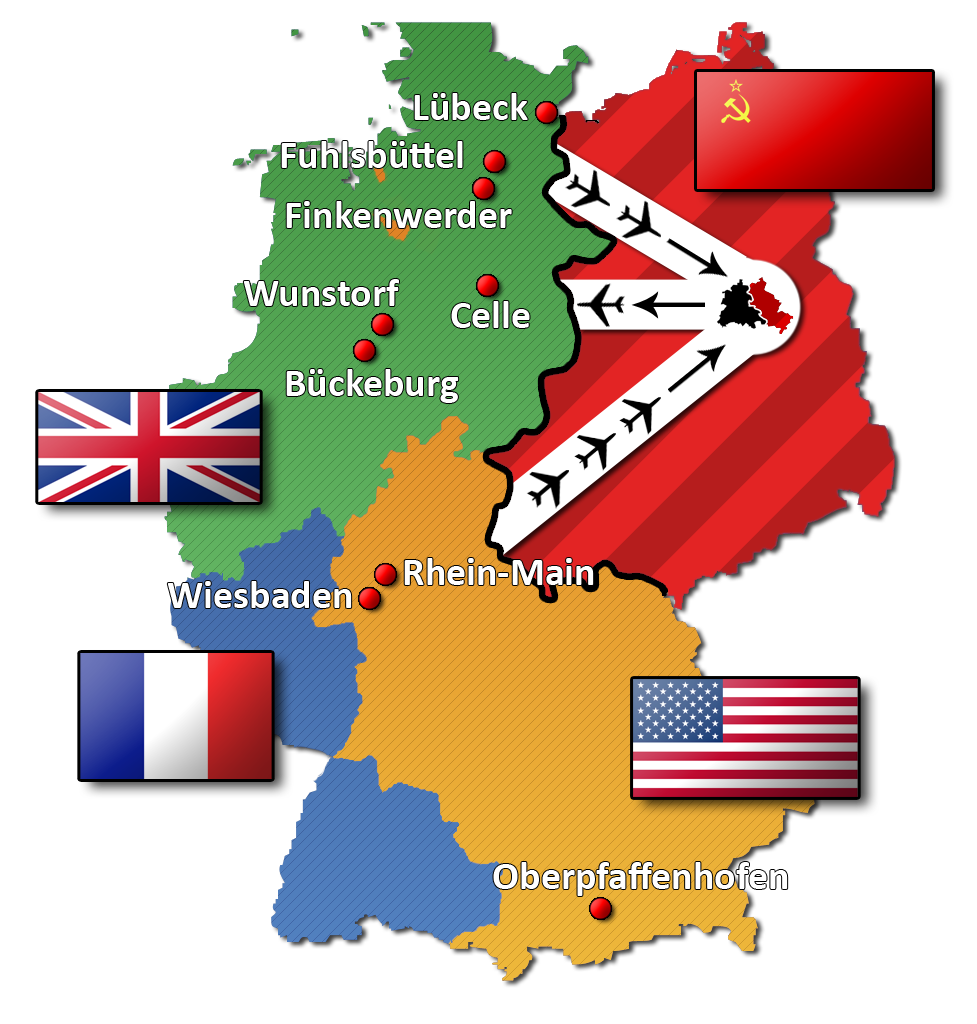
Berlins luftbrons flygkorridorer

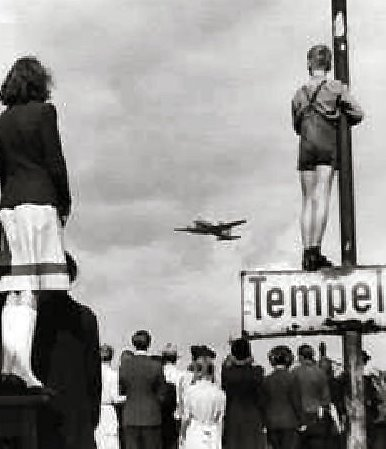
inflygning till Tempelhof

en landning

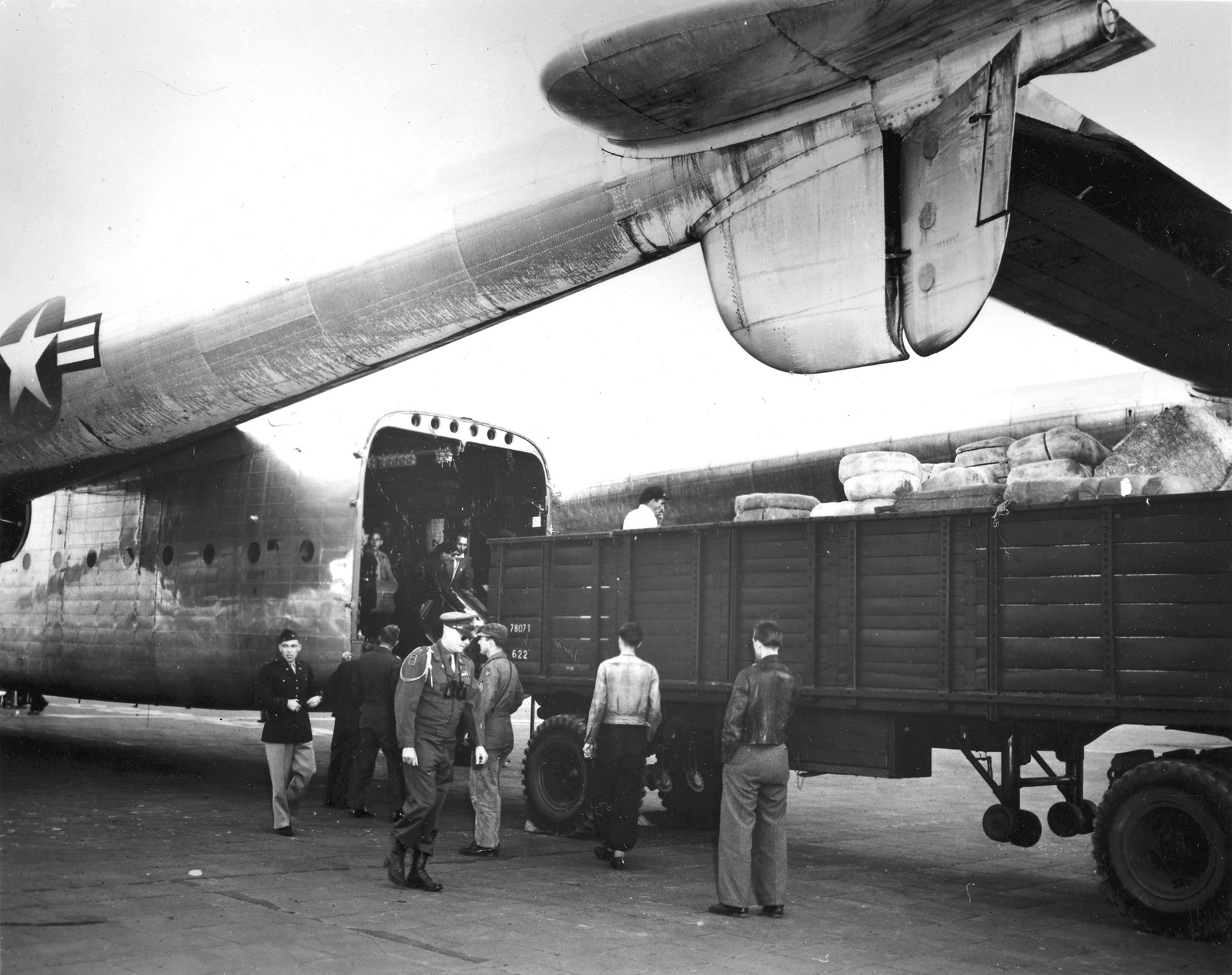
en urlastning

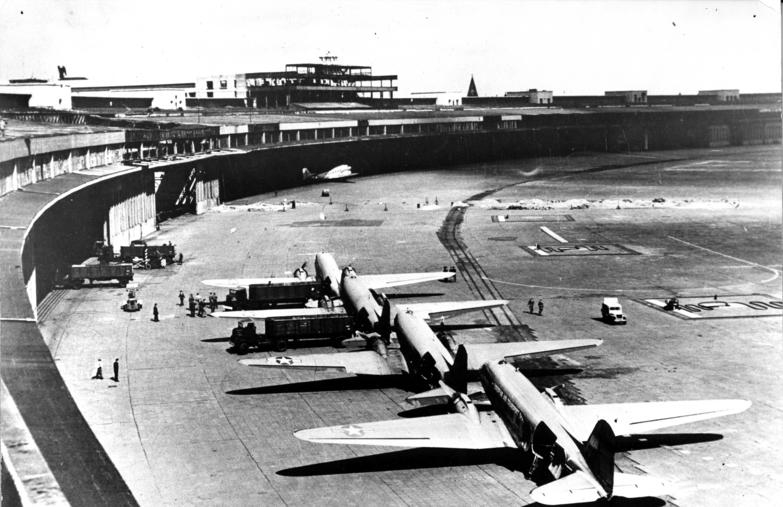
plan på kö efter landning

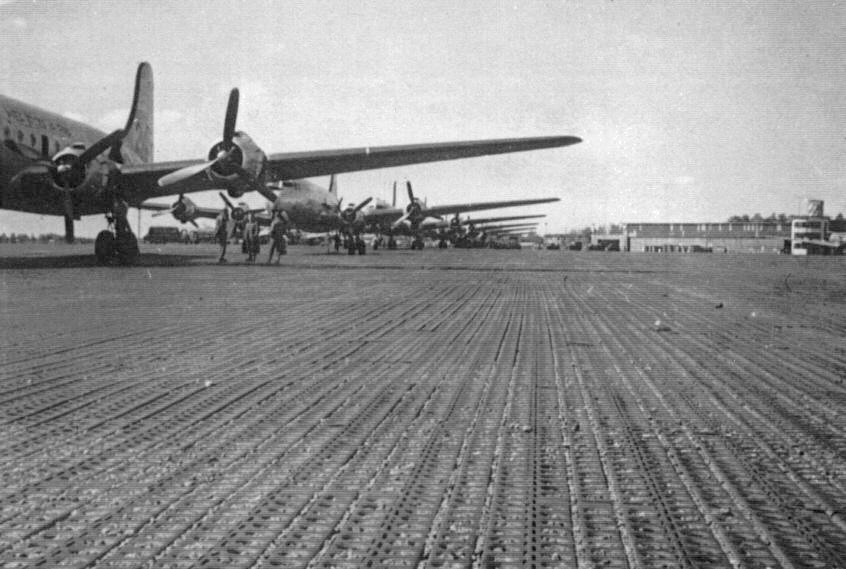
plan på kö inför start

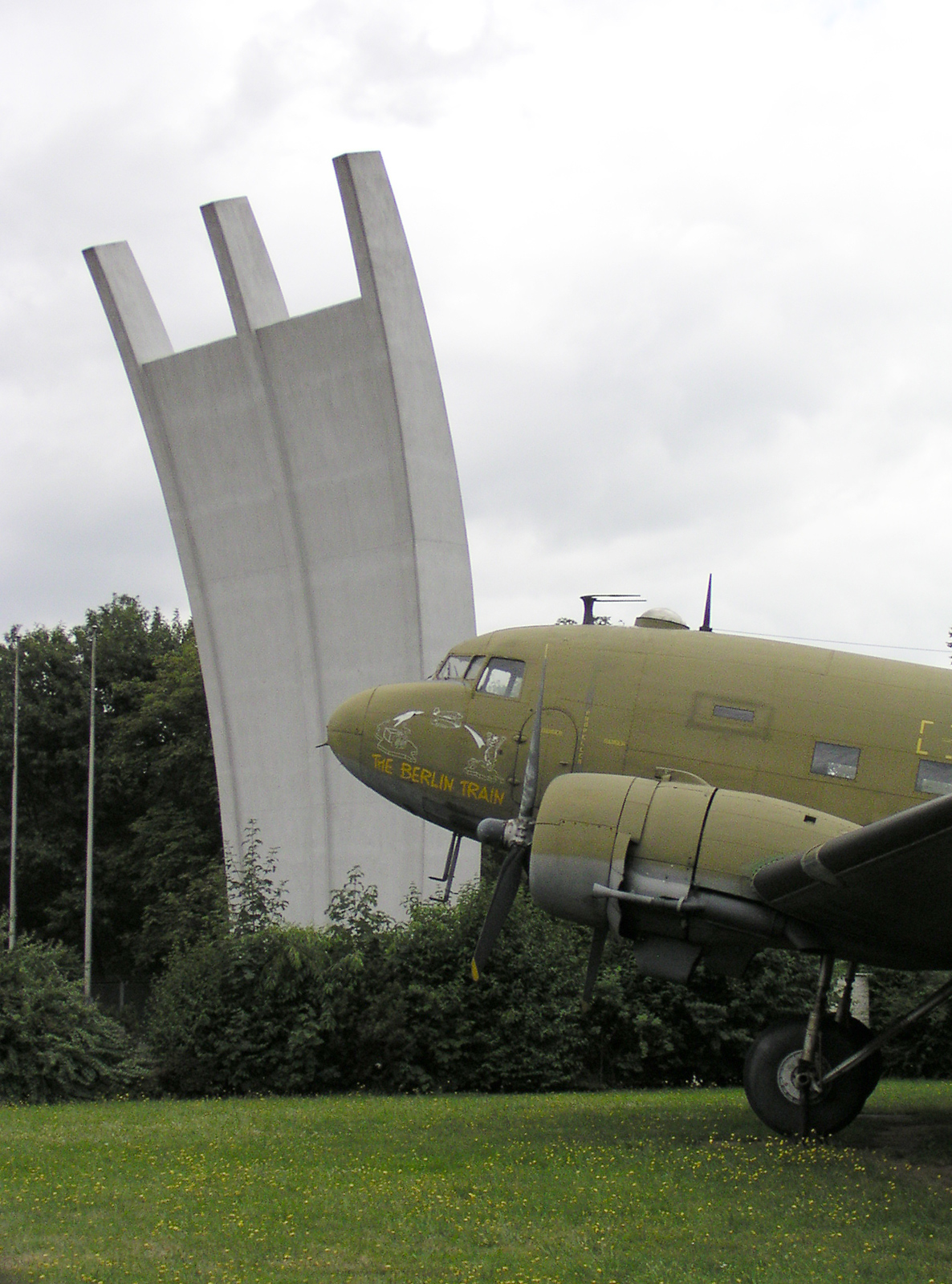
Minnesmonumentet i Frankfurt med en ”Russinbombare”

Berlins luftbro (tyska Berliner Luftbrücke, engelska Berlin Airlift) var en hjälpoperation under Berlinblockaden åren 1948-1949 i Kalla krigets början. Luftbron försåg Västberlins befolkning och de allierades trupper med livsmedel, vapen och förnödenheter.  Flygoperationen pågick i 462 dagar och totalt genomfördes 278 228 flygningar som levererade 2 326 406 ton förnödenheter.

## Bakgrund
Efter andra världskriget delade segermakterna Tyskland i fyra ockupationszoner. Dessa förvaltades gemensamt av det Allierade kontrollrådet (Allied Control Council / ACC).
Stor-Berlin som hamnade i den Sovjetiska ockupationszonen delades i 4 separata zoner. Dessa förvaltades av den Allierade kommendanturen (Allied Kommandatura) där Västberlin förvaltades av Frankrike (norra delen), Storbritannien (mellersta delen) och USA (södra delen) och Östberlin förvaltades av Sovjetunionen.
Sovjetunionen fick kontroll över luftrummet över Östberlin och Östtyskland och det fanns tre fastställda luftkorridorer som förband Västberlin med Västtyskland.
Segermakternas samarbete försämrades och motsättningarna växte och i januari 1948 började Sovjetunionen att inskränka rörelser för gods och persontrafik genom den Sovjetiska ockupationszonen till Berlin. Samarbetet försämrades ytterligare bl.a. genom att Västmakterna arbetade för att slå ihop respektive ockupationszoner (Trizonen) och upprätta en gemensam valuta där.
I juni 1948 lämnade Sovjetunionen det Allierade kontrollrådet och den Allierade kommendanturen efter att Västmakterna offentliggjorde en planerad valutareform för sina sektorer utan samarbete med Sovjetunionen. Den nuvarande riksmarken (Reichsmark) skulle ersättas av en ny tysk mark (Deutsche Mark), Sovjetunionen svarade med att själv också införa en ny valuta (Ostmark) i östsektorn.
Den 24 juni 1948 stängde Sovjetunionen alla tillfartsvägar på land och vatten från västra Tyskland till Berlin och Berlinblockaden inleddes. Berlin hade då cirka 2 miljoner invånare och Västmakterna hade cirka 25 000 personal och deras anhöriga stationerade i staden.
Västmakterna var beslutna att inte överge staden av strategiska skäl och den amerikanske presidenten Harry S. Truman deklarerade “We shall stay”, “period.”. Militärguvernören Lucius D. Clay organiserade då luftbron för att kunna förse stadens invånare och de allierades trupper med livsmedel och förnödenheter. Operationen leddes av amerikanske general William H. Tunner och döptes till ”Operation Vittles” av USA och ”Operation Plainfare” av Storbritannien.

## Flygoperationen
Redan i mars 1948 upprättades en tillfällig liten luftbro under 10 dagar.
Det fanns tre befintliga luftkorridorer från västra Tyskland
- den nordvästra ”Hamburg Air Corridor” från Bremen och Hamburgområdet
- den västra ”Bueckeburg Air Corridor” från Celle och Bückeburgområdet
- den sydvästra ”Frankfurt Air Corridor” från Frankfurt am Mainområdet

Inom Västberlin fanns tre flygplatser
- Gatow i den brittiska sektorn
- Tegel (från december 1948) i den franska sektorn
- Tempelhof i den amerikanska sektorn

Luftbron inleddes formellt den 26 juni med ”Operation Vittles” då det första amerikanska Douglas C-47 Skytrain-plan landade på Tempelhof, totalt landade 32 flygplan under dagen. Den 28 juni anslöt Storbritannien med ”Operation Plainfare”. Flygplanen landade nu med intervaller om 2 till 3 minuter på Västberlins tre flygplatser.
Luftkorridorerna användes enkelriktade med inkommande flyg via ”Hamburg Air Corridor” och ”Frankfurt Air Corridor” och utgående flyg via ”Bueckeburg Air Corridor”. Flygplansmodellerna varierade och olika typer tilldelades varierande flyghöjder beroende på flyghastigheten. Om en landning inte lyckades på första försöket fick piloten återvända fullastad för att bibehålla logistiken i start- och landningsschemat. Flygtrafiken pågick dygnet runt, urlastningen tog mellan 20 och 30 minuter.
I början på operationen förfogade USA endast över 32 Douglas C-47 Skytrain-plan, från juli utökades flottan med Douglas C-54 Skymaster och brittiska Avro York-plan. 16 juli omfattar flottan 110 amerikanska, 100 brittiska och 6 franska flygplan. 12 augusti 1948 uppnådde man första gången målet om 4 500 ton leverans per dag då 707 flygningar transporterade 4 724 ton. Operationens höjdpunkt (”Påskparaden”) nåddes 16 april 1949 då 12 941 ton levererades under 1 398 flygningar med en landning var 62.e sekund. Förutom livsmedel var eldningskol en dominerande förnödenhet.
Ett uppmärksammat inslag i flygoperationen var de s.k. Russinbombarna (tyska Rosinenbomber, engelska Candy Bombers). Den 17 juli 1948 började amerikanske piloten Gail Halvorsen  släppa små fallskärmar fyllda med godis ämnade till stadens barn. Barnen uppskattade gåvorna och händelsen spreds. De högre befälen insåg propagandavärdet, uppmanade fler piloter att göra samma sak och operationen döptes till ”Operation Little Vittles”. Totalt släpptes cirka 23 ton sötsaker.
Berlinblockaden upphävdes den 12 maj 1949 efter 322 dagar. Luftbron fortsatte dock med upp till 1000 flygningar om dagen och avslutades officiellt först den 30 september efter 462 dagar, den sista flygningen genomfördes 6 oktober av ett brittiskt flygplan.
Totalt genomfördes cirka 278 228 inflygningar  till staden, varav 189 963 av USA, 87 841 av Storbritannien och 424 av Frankrike. Totalt levererades cirka 2 326 406 ton förnödenheter. Den sammanlagda flygsträckan uppskattades till cirka 200 230 415 km.
Under operationen havererade 25 flygplan och cirka 80 personer miste livet, varav 39 britter, 32 amerikaner och 13 tyskar. Den första olyckan inträffade den 6 juli 1948 då ett Douglas C-47-plan kraschlandade på återvägen nära Wiesbaden. Den 8 juli inträffade det första dödliga haveriet då ett plan kraschade nära Wiesbaden och 3 personer omkom. Den 25 juli inträffade första haveriet i Berlin då 2 personer omkom. Den enskilt värsta dagen inträffade 30 juli då 3 flygplan havererade samtidigt.

## Eftermäle
Berliner Luftbrücke och Berlinblockaden anses som Kalla krigets första större händelse.
Den 10 juli 1951 invigdes minnesmonumentet Luftbrückendenkmal på Platz der Luftbrücke vid flygplatsen Tempelhof i Västberlin, monumentet skapades av konstnären Eduard Ludwig. 1985 invigdes ett liknande monument i Frankfurt am Main och 1988 ytterligare ett i staden Celle.
2001 invigdes även ett minnesmonument vid engelska ”National Memorial Arboretum” i Alrewas nära Lichfield i Staffordshire till minnet av de 39 britter som omkom under hjälpoperationen.
2019 invigdes även ett minnesmonument vid amerikanska ”Wichita Veterans Memorial Park” nära Wichita i Kansas till minnet av de 32 amerikaner som omkom under hjälpoperationen.